# Широковское
Широковское — село в Далматовском районе Курганской области. Административный центр и единственный населённый пункт Широковского сельсовета.

## История
До 1917 года центр Широковской волости Шадринского уезда Пермской губернии. По данным на 1926 год состояло из 669 хозяйств. В административном отношении являлось центром Широковского сельсовета Далматовского района Шадринского округа Уральской области.

## Население
| 1989 | 2002 | 2010 | 2012 | 2013 | 2014 | 2015 |
| ---- | ---- | ---- | ---- | ---- | ---- | ---- |
| 719  | ↘674 | ↘538 | ↘510 | ↘507 | ↘504 | ↗508 |
| 2016 | 2017 | 2018 | 2019 | 2020 |      |      |
| ↘506 | →506 | ↘499 | ↘498 | ↘497 |      |      |

По данным переписи 1926 года в селе проживало 2922 человека (1327 мужчин и 1595 женщин), в том числе: русские составляли 100 % населения.